# Pusztaapáti, Zala
Pusztaapáti  este un sat în districtul Lent, județul Zala, Ungaria, având o populație de 34 de locuitori (2011). 

## Demografie
Componența etnică a satului Pusztaapáti
     Maghiari (100%)
Componența confesională a satului Pusztaapáti
     Romano-catolici (76,47%)
     Necunoscută (23,53%)
Conform recensământului din 2011, satul Pusztaapáti avea 34 de locuitori. Din punct de vedere etnic, majoritatea locuitorilor (100,0%) erau maghiari.  Din punct de vedere confesional, majoritatea locuitorilor (76,47%) erau romano-catolici. Pentru 23,53% din locuitori nu este cunoscută apartenența confesională.